# Leszczków (przedsiębiorstwo)
Leszczków – polskie przedsiębiorstwo branży tkackiej produkujące samodziały, zbudowane od podstaw w latach 1926–1937 około 1 km na zachód od wsi Leszczków, powiat sokalski, województwo lwowskie, obecnie na Ukrainie, działające do upaństwowienia w 1950 r.

## Historia firmy

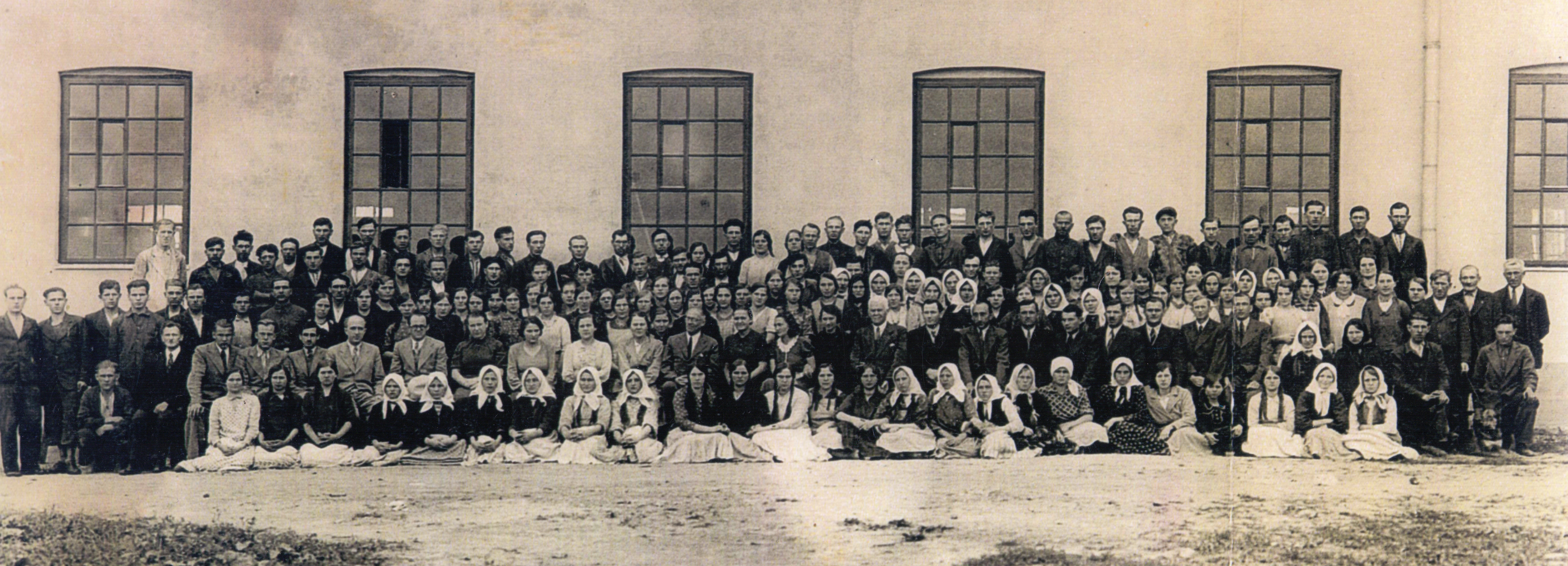
Leszczków pracownicy jednej z dwóch zmian. Karolina i Roman Żurowscy siedzą w drugim rzędzie (10. i 11. z lewej)

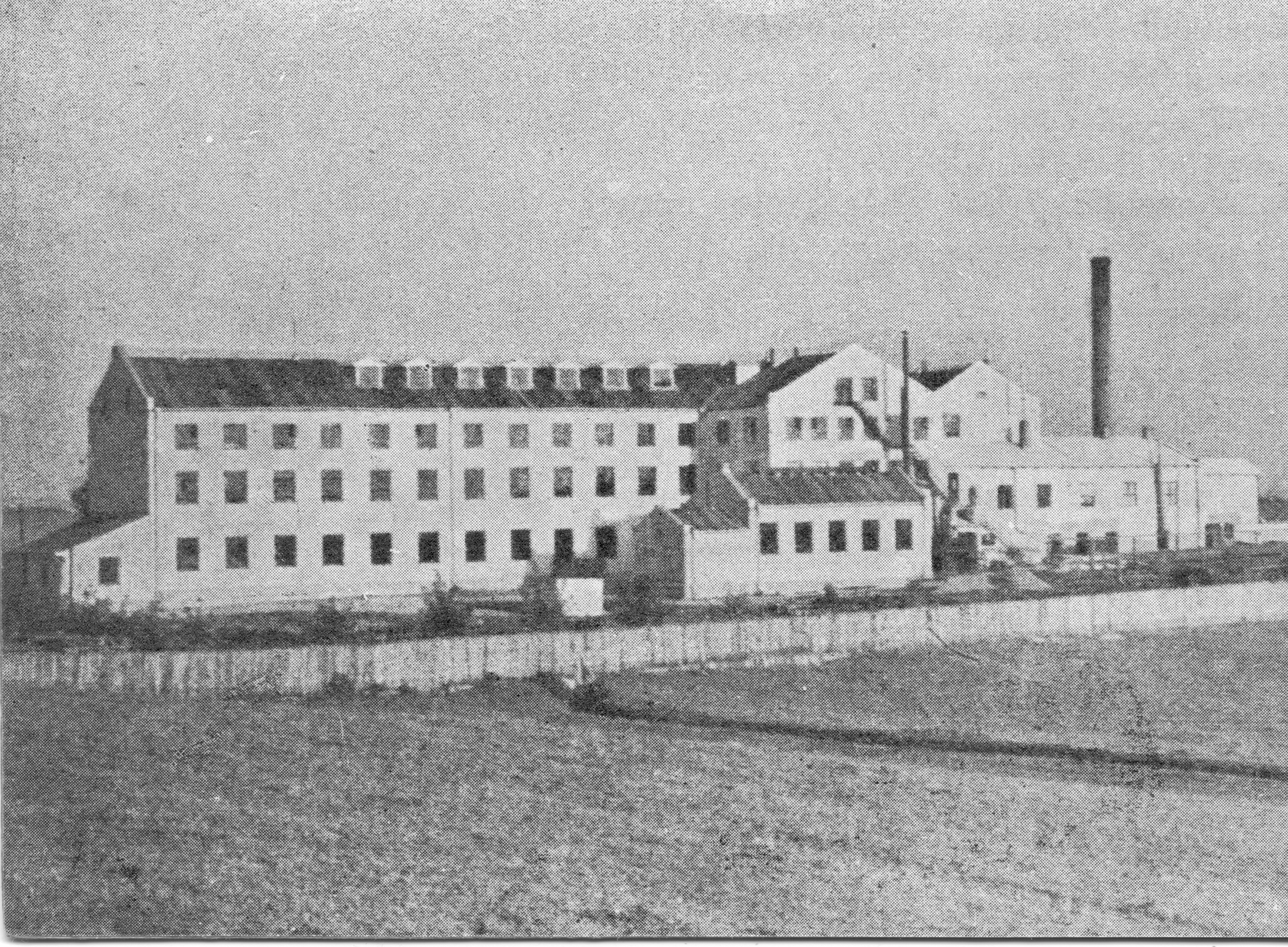
Druga fabryka w Leszczkowie, która została poświęcona 11 września 1937

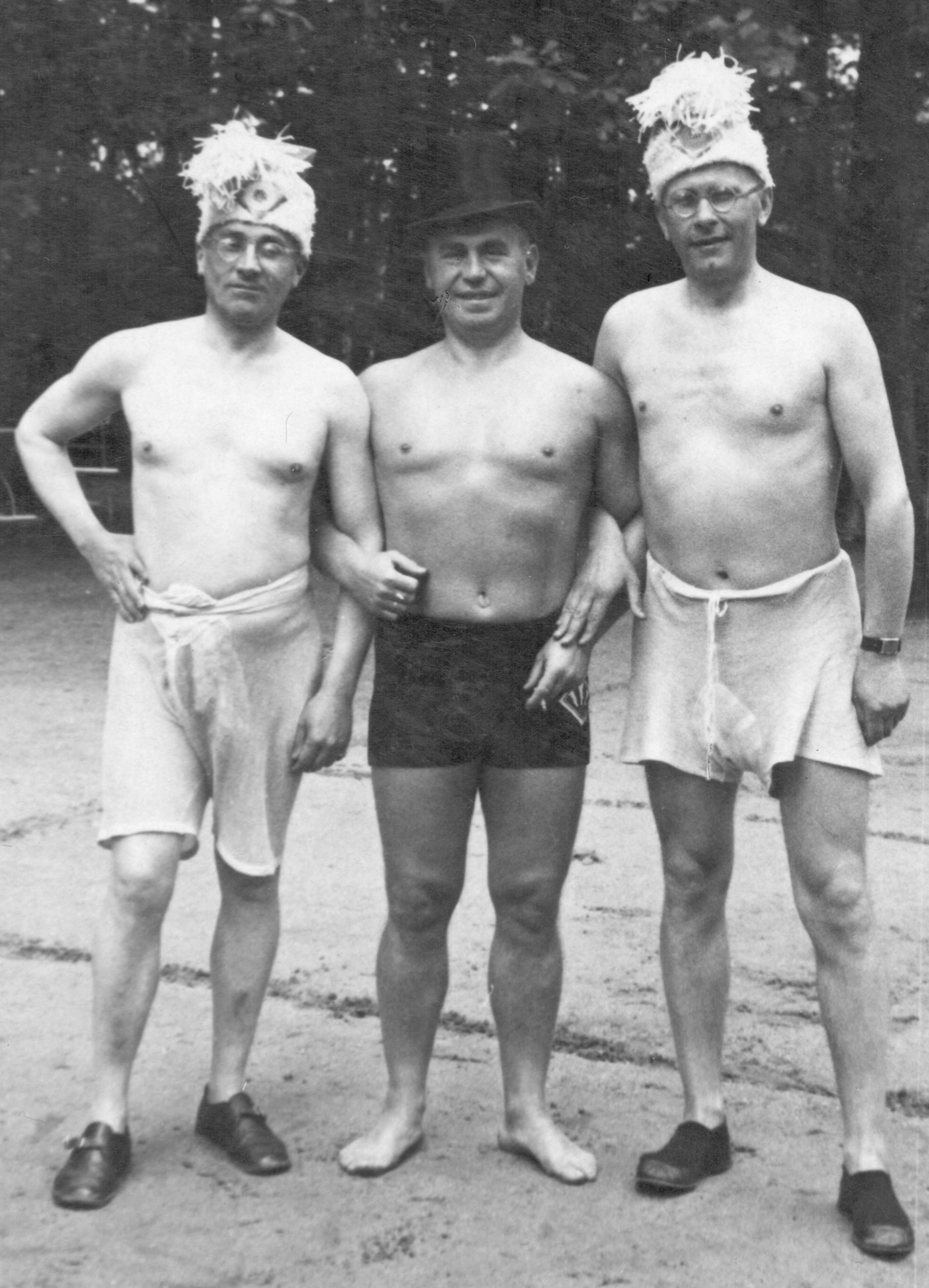
Kuracjusze dr. Heinricha Lahmanna w Dreźnie: z lewej Roman Żurowski, w środku jego szwagier baron Eustachy Horoch (18 maja 1935)

Stanowisko na targach poznańskich (marzec 1935)

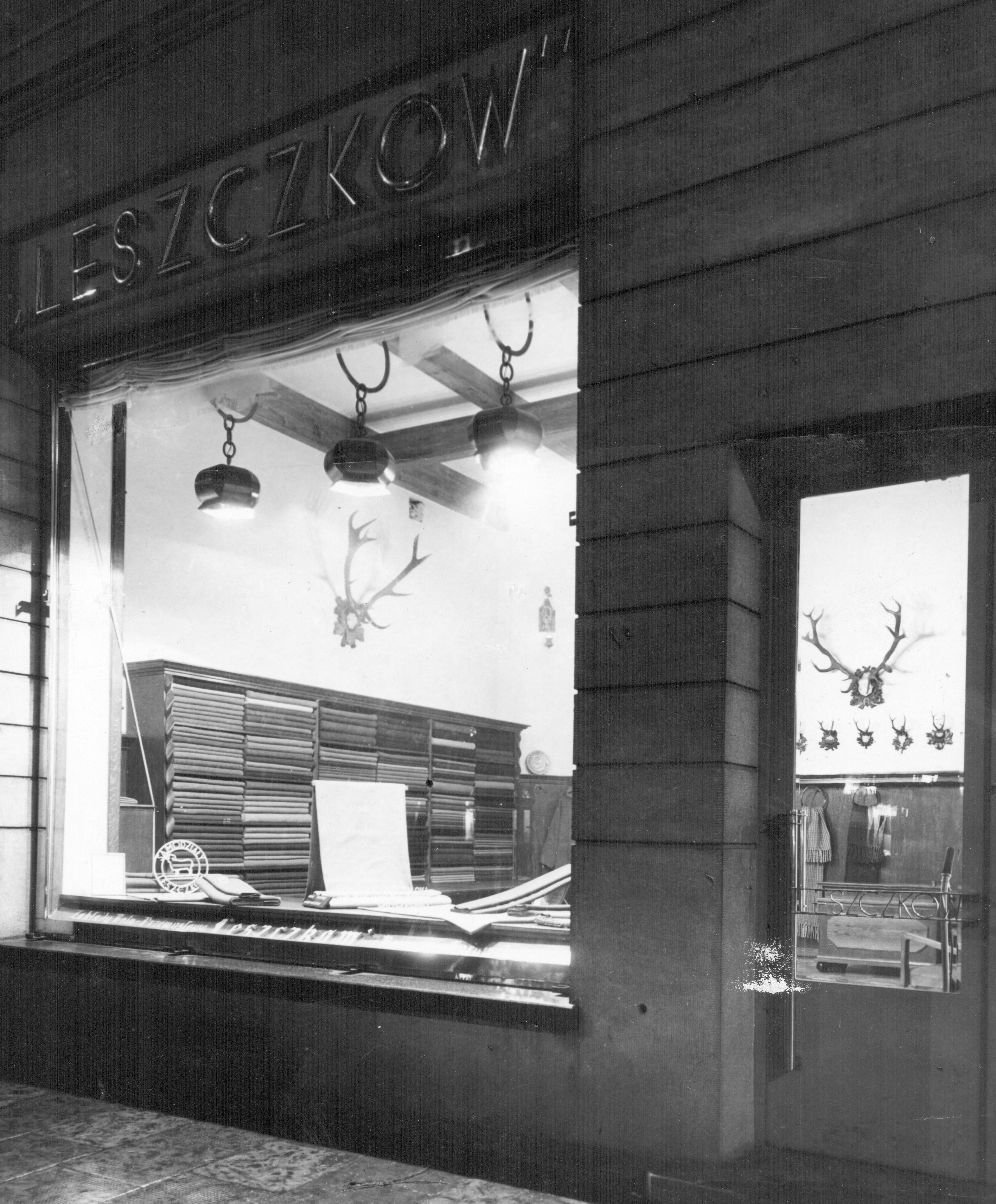
Sklep Leszczkowski w Warszawie

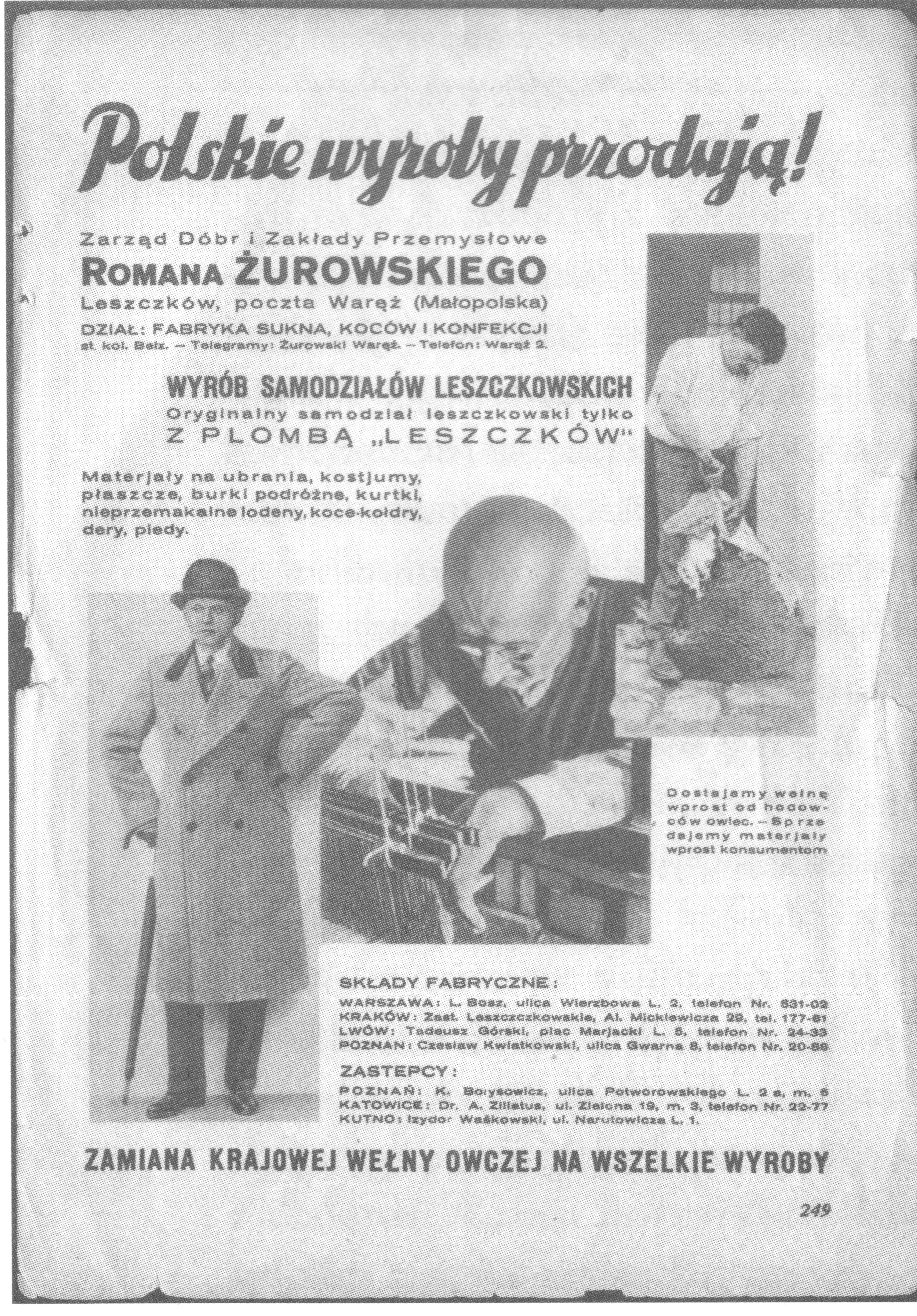
Reklama Leszczków

### II RP
11 września 1919 roku Roman Żurowski wraz z żoną Karoliną z Kraińskich Żurowską kupili od grupy żydowskich finansistów były majątek Łomnickich Leszczków. Na terenie majątku ziemskiego znajdował się młyn, gorzelnia i XVIII-wieczny spichlerz.
W 1926 r. przy dworze w Leszczkowie Roman i Karolina rozpoczęli uruchamianie działalności włókienniczej. Mieli wolne budynki na folwarku, energię elektryczną z młyna, dostawy wełny od okolicznych chłopów hodujących owce, tanią siłę roboczą wśród miejscowej ludności wiejskiej cierpiącej na brak zatrudnienia i fachowców ze szkoły tkactwa w Sokalu. Z powodu braku kapitału płacili za wełnę kuponami, które można było następnie wymienić na gotowe produkty.
Dzięki wysokiej jakości tkanin z 100% wełny i artystycznym uzdolnieniom Karoliny Żurowskiej (tworzyła wzory i nadzorowała proces wykończenia) produkty zdobyły rynek wewnętrzny w Polsce jako ekskluzywne materiały ubraniowe. Na wystawach w Paryżu (1937) i w Nowym Jorku (1939) wyroby Leszczkowa zostały wyróżnione nagrodami. Po pożarze w wigilię Bożego Narodzenia 1934 r. Żurowscy wybudowali nową fabrykę, która została poświęcona 11 września 1937 r.
W 1932 r. Żurowscy nawiązali współpracę z Karolem Borysowiczem, kapitanem Wojska Polskiego w stanie spoczynku, który rozpoczął budowanie sieci sklepów i nawiązał współpracę z firmą Centralna Doświadczalna Stacja Jedwabnicza w Milanówku (Stanisław i Henryk Witaczek), by sprzedawać ich produkty (materiały z jedwabiu) w komisie, a następnie otwierać wspólnie sklepy. Do końca 1938 r. otwarto 13 sklepów stacjonarnych i jeden objazdowy. Pod koniec 1937 r. księstwo Kentu odwiedziło sklep na rynku w Katowicach, wyrażając się „z wielkim uznaniem o wysokim poziomie estetycznym samodziałów leszczkowskich i wytwornej ich prymitywności. ... specjalną uwagę księstwa zwróciły również słynne już w Polsce pledy podróżne wyrobu Leszczkowskiego”.

### II wojna światowa
Po wybuchu II wojny światowej Roman i Karolina Żurowscy przeprowadzili się wraz z córkami do Warszawy.
Na początku wojny fabryka była zajęta przez Armię Czerwoną. Był też przygotowany plan upaństwowienia fabryki przez władze radzieckie. Została przez Sowietów obrabowana z surowców, gotowych produktów i różnych części fabrycznych. Po kilku tygodniach Rosjanie wycofali się za Bug zgodnie z ustaleniami z Niemcami i Leszczków znalazł się po stronie niemieckiej.
Zarząd fabryki przejęli Niemcy (Treuhänder), którzy nie chcąc stracić intratnej posady, obronili fabrykę przed przeniesieniem do Łodzi, która wtedy była częścią „Reichu”. W 1944 r. wojska niemieckie, wycofując się przed nacierającą Armią Czerwoną, podpalili dwór. Zabudowania dworskie zostały doszczętnie zniszczone na skutek zgromadzonej tam wcześniej amunicji. Ocalała fabryka, XVIII-wieczny spichlerz i budynek gospodarczy tzw. oficyna południowa.
30 grudnia 1942 r. Roman i Karolina Żurowscy zostali, razem z trzema córkami, aresztowani w Warszawie w mieszkaniu przy ul. Brackiej 13. Donos złożył ksiądz greckokatolicki Josyp Kładoczny, konfident Gestapo, sekretarz arcybiskupa Andrzeja Szeptyckiego metropolity Lwowa. 17 stycznia 1943 r. Karolina wraz z córkami została przewieziona z Pawiaka do obozu koncentracyjnego Majdanek. Roman Żurowski został na Pawiaku i był przesłuchiwany w siedzibie Gestapo przy al. Szucha. Z przesłuchania 30 marca 1943 r. nie wrócił już na Pawiak. Ciało jego nie zostało odnalezione.
19 stycznia 1944 r. Karolina Żurowska z córkami, najstarszą Marią i najmłodszą Klementyną (Anna zmarła na Majdanku 19 sierpnia 1943 r.) zostały przewiezione do obozu Ravensbrück. Po wyzwoleniu obozu przez wojska radzieckie pod koniec kwietnia 1945 r., Karolina wróciła 29 czerwca 1945 r. do kraju.

### PRL
Jesienią 1945 r. Karolina Żurowska zaczęła organizować produkcję tkanin w Bielsku razem z Karolem Borysowiczem i swoim szwagrem Adamem Żurowskim, który objął stanowisko zarządcy firmy. Mieszcząca się przy ul. Nad Ścieżką 4 mała fabryczka działała pod nazwą Studio Artystyczne „Samodział” aż do 7 maja 1948 r., kiedy sąd rejonowy w Cieszynie zarejestrował przeniesienie siedziby Zakładów Przemysłowych Romana Żurowskiego „Leszczków” Sp. z o.o. z Leszczkowa do Bielska. W zakładzie tym znaleźli zatrudnienie dawni pracownicy z Leszczkowa. By połączyć wszystkie działy pod jednym dachem firma w 1948 r. została przeniesiona do Czechowic Południowych, obecnie część Gliwic, do dużego lokalu po drukarni biletów kolejowych.
Jednocześnie, 19 listopada 1946 r. Karolina Żurowska z Karolem Borysowiczem, dyrektorem ds. handlowych i przedwojennym wspólnikiem oraz z inż. Janem Szpunarem, dyrektorem ds. technicznych w Leszczkowie założyli firmę „Leszczków” Wytwórnia Tkanin Sp. z o.o. w Łowiczu. Karol Borysowicz objął stanowisko prezesa zarządu. W 1948 r. Karol Borysowicz i Jan Szpunar, pomimo niebezpieczeństwa ze strony grasujących na tamtych terenach oddziałów UPA, pojechali do Leszczkowa i przywieźli krosna i maszyny.
Po kilku latach dochodowej działalności firma została upaństwowiona 28 czerwca 1950 r. i przejęta przez Cepelię.

### Sklepy firmowe
1. Wrzesień 1934 r. – Poznań, uruchomił Karol Borysowicz
2. lato 1935 r. – Katowice
3. Październik 1935 r. – Poznań, uruchomił Karol Borysowicz
4. Luty 1936 r. – Warszawa, Hotel Europejski, uruchomił Karol Borysowicz
5. Październik 1936 r. – Warszawa, Al. Jerozolimskie 20, uruchomił Karol Borysowicz, w czasie II WŚ przeniesiony na ul. Bracką 12
6. 1936 r. – Lwów, ul. Kopernika
7. 1936 r. – Lwów, ul. Sławkowska
8. Marzec1937 r. – Łódź, Grand Hotel, ul. Piotrowska 72
9. Marzec 1937 r. – Gdynia
10. Marzec 1937 r. – Bydgoszcz
11. Październik 1937 r. – Katowice
12. Początek 1938 r. – Zakopane, Krupówki
13. 1938 r. – Sklep ruchomy, prowadził Jarosław Pretorius[22]
14. Jesień 1938 r. – Wilno, ul. Zamkowa
15. Październik 1940 r. – Lublin, ul. Hipoteczna 5[23]

### Wystawy i targi
- 1929 r. – Własny pawilon na Powszechnej Wystawie Krajowej w Poznaniu.
- 28/4 – 3/5 1932 r. – Stanowisko na targach poznańskich zorganizował Karol Borysowicz
- Marzec1935 r. – Własne stanowisko na targach poznańskich
- 1937 r. – Paryż – Udział w wystawie międzynarodowej „Sztuka i Technika”
- 1937 r. – Berlin – Międzynarodowa Wystawa Łowiecka
- Marzec 1939 r. – Nowy Jork – Stoisko na Wystawie Światowej

## Ważniejsze wydarzenia
- 11/9 1919 r. – Karolina i Roman Żurowscy kupują majątek Leszczków
- 1926 r. – Zgłosiło się dwóch tkaczy z wytwórni sukna i burek Księcia Sanguszki w Sławcu (zburzonej w 1917 r.) z pomysłem na działalność tkacką.
- 1926 r. – Uruchomienie czochralni wełny w Leszczkowie
- 1926 r. – Kupno w Białymstoku małego zespołu tkackiego i kilku warsztatów.
- 1927/1928 r. – Rozpoczęto produkcję samodziałów pod nadzorem technicznym inż. Jana Szpunara, absolwenta szkoły włókienniczej i artystycznym Karoliny Żurowskiej.
- 1932 r. – Karol Borysowicz zostaje zaangażowany do uruchamiania sklepów firmowych i organizowania stoisk na targach.
- 24/12 1934 r. – Wybucha pożar, który niszczy fabrykę w Leszczkowie. Przeniesienie części produkcji do Bielska na czas odbudowy fabryki.
- 9/5 1935 r. – Posiedzenie zarządu Towarzystwa Ubezpieczeniowego FLORIANKA postanawia sprzedać papiery wartościowe na kwotę 20.000 zł, by wypłacić Romanowi Żurowskiemu odszkodowanie.
- Lipiec 1935 r. – Kontakt z firmą Centralna Doświadczalna Stacja Jedwabnicza w Milanówku (Stanisław i Henryk Witaczek). Zawarcie umowy sprzedaży ich produktów w komisie, a następnie otwarcia wspólnych sklepów.
- 11/9 1937 r. – Poświęcenie nowo wybudowanej fabryki w Leszczkowie.
- Jesień 1939 r. – Wybuch II wojny światowej i przeprowadzka rodziny Żurowskich do Warszawy.
- 30/12 1942 r. – Aresztowanie przez Gestapo Romana i Karoliny Żurowskich z trzema córkami oraz personelu sklepu przy ul. Brackiej 12.
- 30/3-2/4 1943 r. – Śmierć Romana Żurowskiego podczas przesłuchania w siedzibie Gestapo, al. Szucha 12 w Warszawie.
- Kwiecień 1945 r. – Powrót Karoliny Żurowskiej z obozu w Ravensbrück.
- Jesień 1945 r. – Założenie firmy Studio Artystyczne „Samodział” Sp. z o.o. w Bielsku.
- 19/11 1946 r. – Założenie firmy „Leszczków” Wytwórnia Tkanin Sp. z o.o. w Łowiczu[25].
- 7/5 1948 r. – Rejestracja przez Sąd Rejonowy w Cieszynie przeniesienia siedziby Zakładów Przemysłowych Romana Żurowskiego „Leszczków” Sp. z o.o. z Leszczkowa do Bielska.
- 1948 r. -Przeniesienie Zakładów Przemysłowych Romana Żurowskiego „Leszczków” Sp. z o.o. z Bielska. do Czechowic Południowych.
- 28/6 1950 r. – Upaństwowienie zarządu przymusowego i przejęcie przez Cepelię firmy „Leszczków” Wytwórnia Tkanin Sp. z o.o. w Łowiczu[21].
- 18/1 1952 r. – Ustanowienie zarządu przymusowego i przejęcie przez Cepelię firmy Zakłady Przemysłowe Romana Żurowskiego „Leszczków” Sp. z o.o. w Czechowicach[26].

## Podmioty prawa handlowego
I
- 1926 r. – „Zarząd Dóbr i Zakładów Przemysłowych Romana Żurowskiego”, założyciele działalności Karolina (50%) i Roman (50%) Żurowscy.

II
- 7/1 1935 r. – Akt założenia Zakłady Przemysłowe Romana Żurowskiego w Leszczkowie Sp. z o.o. (zarząd Roman i Karolina Żurowscy), 20 udziałów po 500 zł. Udziałowcy: 1. Józef Żurowski (brat) – 6 udziałów, 2. Felicja Żurowska (siostra) – 6 udziałów, 3. Roman Żurowski – 1 udział, 4. Karol Borysowicz – 3 udziały, 5. Aleksander Kleczkowski – 1 udział, 6. Józef Kormicki – 1 udział, 7. Edmund Kraiński – 2 udziały
- 9/8 1937 r. – Podwyżka kapitału do 305 000 zł i zmiana nazwy na: Leszczków, Zakłady Rolniczo-Przemysłowe Romana Żurowskiego Sp. z o.o. (zarząd: Wincenty Żurowski)
- 13/8 1940 r. – Zmiana Zarządu: Roman Żurowski, Wincenty Żurowski i Roman Kraiński.
- 9/10 1942 r. – Podwyżka kapitału do 1 milion zł i zmiana zarządu (Roman Żurowski i Roman Kraiński)

III
- 1945 r. – Studio Artystyczne „Samodział”, w Bielsku, Zarząd: Stanisław Adam Żurowski
- 7/5 1948 r. – Zmiana nazwy i lokalizacji. Zakłady Przemysłowe Romana Żurowskiego „Leszczków” Sp. z o.o. w Czechowicach Południowych.
- 18/1 1952 r. – Zarząd przymusowy Cepelii[26].

IV
- 19/11 1946 r. – Założenie firmy „Leszczków” Wytwórnia Tkanin Sp. z o.o. w Łowiczu, Zarząd: Karol Borysowicz, udziałowcy 50% Karolina Żurowska, Karol Borysowicz 25% i Jan Szpunar 25%,
- 28/6 1950 r. – Upaństwowiona i przejęta przez Cepelię[21].

## Poglądy polityczne
Roman i Karolina Żurowscy wpisywali się w idee pracy organicznej. Z entuzjazmem zaangażowali się w budowę gospodarczą II RP. Do pracy przyjmowali fachowców nie tylko pochodzenia polskiego, ale też Ukraińców i Żydów. Cechowała ich wrażliwość społeczna, więc troszczyli się o swoich pracowników i ubogą ludność Kresów. Planowali przeprowadzenie uwłaszczenia chłopów, którzy uprawiali ich ziemię. Wokół fabryki projektowali szpital, szkołę, kościół, plebanię, korty tenisowe, boisko sportowe, baseny kąpielowe i budynki mieszkalne dla pracowników. II wojna światowa uniemożliwiła realizację tych planów. W czasie II wojny światowej ukrywali w Leszczkowie przed Niemcami zaprzyjaźnionych Polaków pochodzenia żydowskiego, np. Józef Forma, który dobrowolnie pojechał do warszawskiego getta: „Nie mogę być w Leszczkowie. Chcę być tam gdzie są wszyscy moi.” Zginął bez śladu.

## Proces produkcji
1. Gręplarnia czasami zwana też czochralnią – pierwszy etap przy obróbce wełny, polegający na rozplątywaniu włókien wełny.
2. Przędzalnia – z włókien wełny tworzy się nić (przędzę).
3. Wykończalnia – bielenie i farbowanie
4. Tkalnia – tkanie materiału
5. Apretura – uszlachetnianie, wykańczanie materiału.

## Publikacje
- Przykład Leszczkowa, Stanisław Piasecki, Prosto z Mostu, Warszawa 26 września, 1937 r., Rok III, Nr 44 (152).
- Fabryka Optymizmu, Wytrwałości i .... Samodziału, Dziennik Polski, Lwów, 16 września, 1937 r. nr 255.
- Leszczków ośrodek rozwijającego się przemysłu włókienniczego, Nowy Głos Lubelski, Rok IV, 3-4 październik, 1943 r. Nr 231, s. 3.